# Sả ngực hoa cà
Sả ngực hoa cà (danh pháp hai phần: Coracias caudatus) là một loài chim thuộc họ Sả rừng. Loài chim này phân bố ở châu Phi hạ Sahara và phía nam bán đảo Ả Rập, ưa thích rừng cây gỗ mở và xavan; nó phần lớn không hiện diện ở các khu vực không có cây. Thường được thấy đơn độc hoặc theo cặp, nó đậu dễ thấy tại các ngọn cây, cột hoặc các điểm thuận lợi khác cao từ nơi nó có thể phát hiện côn trùng, thằn lằn, bọ cạp, ốc, những con chim nhỏ và động vật gặm nhấm di chuyển trên mặt đất. Sả ngực hoa cà làm tổ ở các hốc tự nhiên và đẻ mỗi tổ 2-4 quả trứng và được cả chim bố lẫn chim mẹ ấp, bảo vệ tổ một cách hung hăng chống lại các loại chim ăn thịt.

## Tham khảo

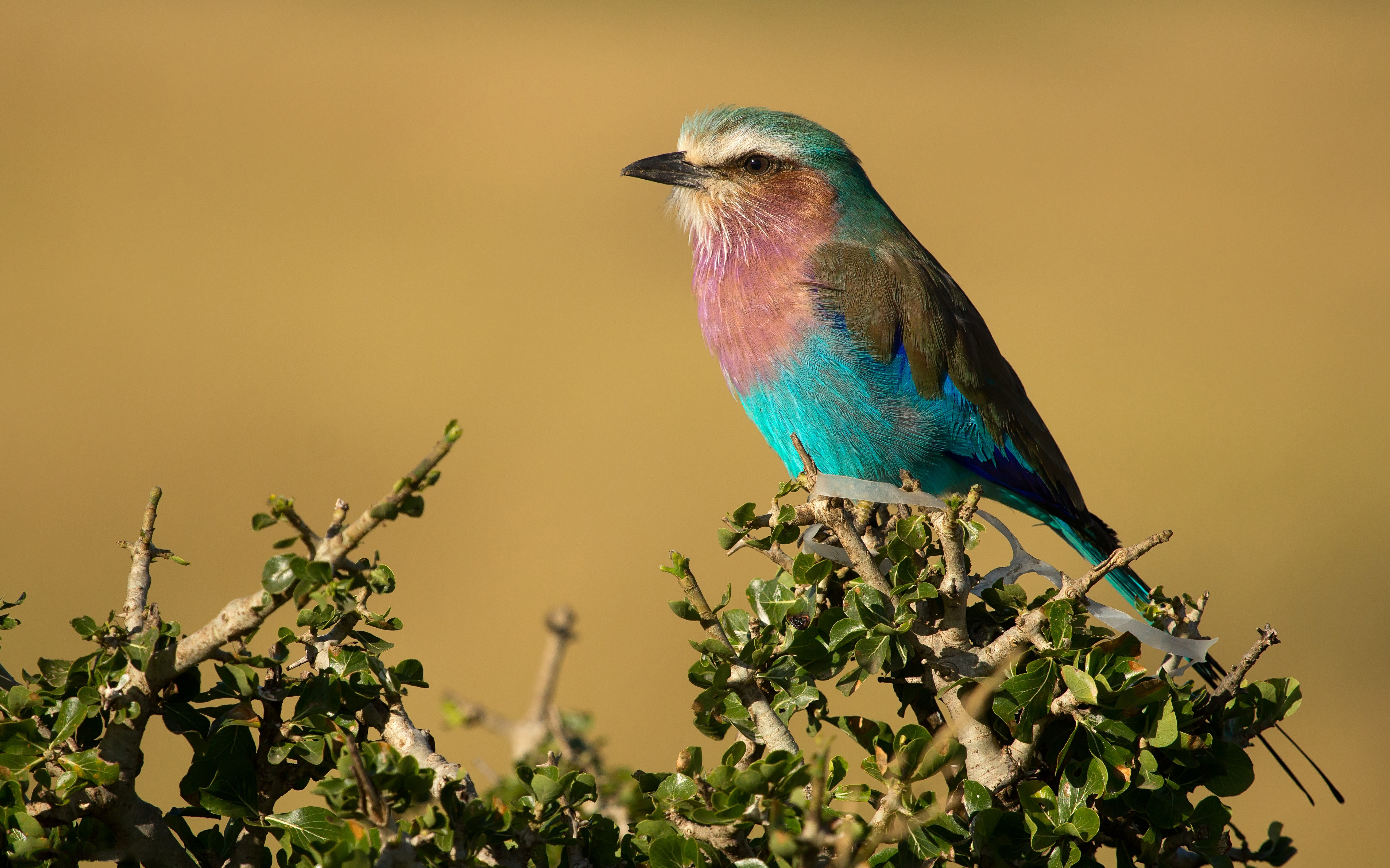
Hình chụp ở Maasai Mara Kenya